# Suerte

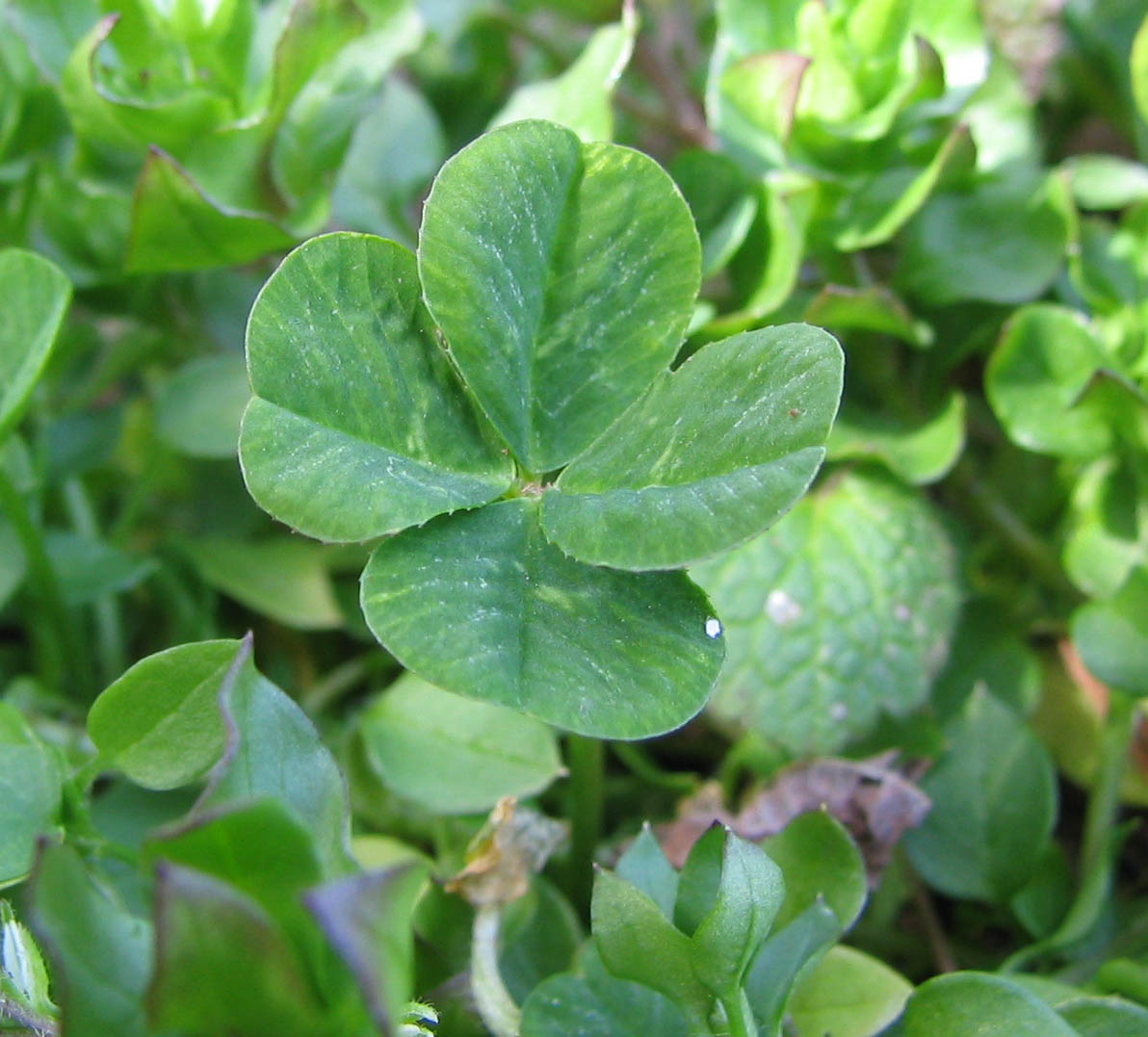
Un trébol de cuatro hojas, una variante rara del shamrock, es uno de los símbolos más conocidos de la buena suerte.

La suerte es el fenómeno y la creencia que define la experiencia de acontecimientos improbables, especialmente los improbables positivos o negativos. La interpretación naturalista sostiene que los acontecimientos positivos y negativos pueden ocurrir en cualquier momento, tanto debido a procesos naturales y artificiales aleatorios como no aleatorios, y que incluso los acontecimientos improbables pueden ocurrir por casualidad. En esta perspectiva, el epíteto "afortunado" o "desafortunado" es una etiqueta descriptiva que se refiere a la positividad, negatividad o improbabilidad de un acontecimiento.

## Como falacia
Una aproximación racionalista a la suerte incluye la aplicación de las leyes de la probabilidad y la elusión de creencias acientíficas. El racionalista siente que la creencia en la suerte es el resultado de un razonamiento pobre o pensamiento ilusorio. Para un racionalista, un creyente en la suerte comete la afirmación engañosa lógica post hoc:
A ocurre (llevo mi camisa de la suerte) y entonces B ocurre (algo bueno)
Por tanto, A causó B
En la visión racionalista del mundo, la probabilidad sólo está afectada por relaciones causales confirmadas. Que un ladrillo caiga sobre una persona que camine bajo él, por tanto, no está en función de la suerte de dicha persona, sino que es el resultado de la colección de ocurrencias comprensibles (o explicables). Estadísticamente, cualquier persona que camine bajo el edificio tenía probabilidades de que le cayese el ladrillo. 
Un acercamiento racionalista alternativo a la suerte es contrastarla con el control. La suerte es lo que sucede más allá del control de una persona. Este punto de vista incorpora fenómenos que son acontecimientos accidentales, por ejemplo el lugar de nacimiento de una persona, pero en los que no hay incertidumbre alguna o esta es irrelevante. Dentro de este marco pueden diferenciarse tres tipos de suerte:
1. Suerte constitucional, es decir, con factores fuera del control de una persona porque no pueden ser cambiados. El lugar de nacimiento y la constitución genética son ejemplos típicos.
2. Suerte circunstancial, es decir, con factores que no pueden ser controlados porque se producen aleatoriamente. Los accidentes y epidemias son ejemplos típicos.
3. Suerte consecuente, es decir, con factores que no pueden controlarse por ser el resultado caprichoso de tus actos. Un ejemplo típico sería arrojar una piedra desde un acantilado. Como golpear a alguien que pase por debajo es consecuencia de numerosos factores fuera de tu control, entonces es cuestión de suerte.

Tanto la falacia del jugador como la falacia inversa del jugador explican algunos problemas de razonamiento de las creencias comunes en la suerte. Ambas implican negar la impredicibilidad de los sucesos aleatorios: «No he lanzado un seis en toda la semana, así que seguro que lanzaré uno esta noche.»

## Como esencia
Hay también una serie de creencias espirituales o sobrenaturales sobre la suerte, variando ampliamente de unas a otras, aunque la mayoría coinciden en que puede influirse en la suerte con medios espirituales realizando ciertos rituales o evitando ciertas situaciones.
Una de estas actividades es la oración, una práctica religiosa en la que esta creencia es especialmente fuerte. Muchas culturas y religiones de todo el mundo ponen un especial énfasis en la habilidad de las personas para influir sobre su suerte por medios rituales, a veces incluyendo sacrificios, presagios o hechizos. Otros asocian la suerte con un fuerte sentido de superstición, es decir, una creencia de que ciertos actos tabú o benditos influencian la forma en que la suerte les favorecerá en el futuro.
Carl Jung definió el principio de sincronicidad como la «ocurrencial temporalmente coincidente de sucesos acasuales». Jung describió las coincidencias como un efecto del inconsciente colectivo.
Las religiones judeocristiana e islámica creen en la voluntad de un ser supremo más que en la suerte como principal influencia en los sucesos futuros. Los grados de esta divina providencia varían ampliamente de una religión a otra, pero la mayoría la reconocen como una influencia parcial, si no completa, sobre la suerte. Estas religiones, en sus primeras etapas de desarrollo, contuvieron muchas prácticas tradicionales por sus razones. Todas ellas, en diferentes épocas, aceptaron los presagios y formas prácticas de sacrificios rituales para adivinar la voluntad de su ser supremo o para influir sobre su favoritismo.
Las religiones mesoamericana, como las de aztecas, mayas e incas, tenían creencias especialmente fuertes sobre la relación entre rituales y la suerte. En estas culturas, el sacrificio humano (tanto de voluntarios como de enemigos presos) era considerado una forma de complacer a los dioses y ganar sus favores para la ciudad que ofrecía el sacrificio. Entre los mayas, que también creían en las ofrendas de sangre, los hombres o mujeres que querían ganarse el favor de los dioses para atraer la buena suerte se hacían cortes y vertían su sangre sobre el altar de los dioses.
Muchas religiones africanas como el vudú y el hudú tienen fuertes creencias en la superstición. Algunas de ellas incluyen la creencia de que terceros pueden influir en la suerte individual. Las chamanes y brujas son amados y temidos por su habilidad para proporcionar buena o mala suerte a los que viven en pueblos cercanos a ellos.

## Como placebo
Algunos fomentan la creencia en la suerte como una falsa idea pero que pueden derivar en pensamiento positivo y alterar las respuestas de uno a mejor. Otros, como Jean Paul Sartre y Sigmund Freud, creen que la creencia en la suerte tiene más relación con un locus de control para los sucesos de la propia vida y la subsiguiente huida de responsabilidad personal. Según esta teoría, quien atribuye sus penalidades a la «mala suerte» hallarán tras un examen más atento que llevan un estilo de vida arriesgado. Por otra parte, la gente que se considera «afortunada» al tener buena salud pueden estar en realidad cosechando los beneficios de una actitud positiva y unas relaciones sociales satisfactorias, lo que estadísticamente se sabe que protege contra las enfermedades relacionadas con el estrés. Si ocurren sucesos «buenos» y «malos» aleatoriamente a todo el mundo, los creyentes en la buena suerte experimentarán una ganancia neta de su fortuna, y viceversa para los creyentes en la mala suerte.[cita requerida]

## Manifestaciones

### Numerología
En ciertas culturas, muchas personas consideran que algunos números como afortunados o desafortunados. En algunas cultura asiáticas, conseguir números de teléfono, matrículas de automóviles y direcciones postales «afortunadas» se buscan activamente, a veces a cambio de elevadas sumas de dinero.

### Religión, folclore y mitología
En la Biblia, la relación de Isaías 65:11 con las creencias sobre la suerte es objeto de controversia.
Dentro de la mitología y el folclore, en el folclore japonés, destacan los Siete Dioses de la Fortuna.
En la religiones Hinduista y Budista, "la suerte" se considera que está "relacionado" con el karma y el dharma de las personas.

### Superstición
En las más de las culturas donde tiene acogida y creencia la superstición y la magia, existen determinados objetos, conductas e incluso individuos que provocan o atraen tanto la mala suerte (personas gafes, cenizos, jettatores, aojadores o aguafiestas; tirar la sal, romper un espejo...) como la buena (amuletos que proporcionan protección gracias al efecto apotropaico, como la higa, tocar madera o los ensalmos salutíferos, o que atraen la fortuna, como el maneki-neko chino o el Feng Shui japonés).

## Explicación racional
Existen explicaciones científicas, basadas en las interpretaciones probabilísticas, que arrojan luz sobre cómo se forman estas situaciones consideradas de buena o mala suerte, así como también el motivo por el cual pueden parecer de origen sobrenatural si no se ven desde esa perspectiva.